# ウタパル・ダット
ウタパル・ダット（ベンガル語: উৎপল দত্ত、Utpal Dutt、 utpôl dôtto、1929年3月29日―1993年8月19日）はインドの映画俳優、映画監督、戯曲家である。1950年より映画界で活動開始、1993年中期ごろから体調を崩しはじめ、同年8月19日に西ベンガル州コルカタで死去、64歳没。

## 主な出演作品
- 「ソーム旦那の話（Bhuvan Shome）」（1969年）
- 「ミドルマン」（1975年）
- 「見知らぬ人」（1991年）